# الطريق الدائري الأوسطي
الطريق الدائري الأوسطي هو طريق محيطي في مصر، يحيط بالطريق الدائري للقاهرة الكبرى، ويحيط به الطريق الدائري الإقليمي، لتمثل الثلاث طرق في النهاية ثلاث حلقات يحيط أكبرها بأصغرها تخلق محاور مرورية جديدة للقاهرة الكبرى والأقاليم من حولها. يمثل شكل الطريق دائرة مفتوحة غير مغلقة حول القاهرة، تمتد من طريق القاهرة/بلبيس وحتى محور الضبعة بإجمالي 147 كم للربط بين المدن الجديدة (العبور، الشروق، مدينة المستقبل، العاصمة الإدارية الجديدة، 6 أكتوبر، الشيخ زايد).